# Championnat d'Asie et d'Océanie féminin de volley-ball 2007
Navigation
2005 2009
Le 14e Championnat d'Asie et d'Océanie féminin de volley-ball a lieu à Suphanburi (Thaïlande) du 5 au 13 septembre 2007.

## Équipes participantes
- Australie
- Chine
- Corée du Sud
- Japon
- Kazakhstan
- Indonésie
- Iran
- Nouvelle-Zélande
- Sri Lanka
- Thaïlande
- Taïwan
- Ouzbékistan
- Viêt Nam

## Poules
| Poule A             | Poule B                  | Poule C                                         | Poule D                                  |
| ------------------- | ------------------------ | ----------------------------------------------- | ---------------------------------------- |
| Australie Thaïlande | Chine Sri Lanka Viêt Nam | Nouvelle-Zélande Kazakhstan Iran Taipei chinois | Corée du Sud Japon Indonésie Ouzbékistan |

## Phase préliminaire

### Poule A

#### Classement
| No | Équipe    | Points | Matches | Matches | Sets | Sets   | Sets  | Points | Points | Points |
| No | Équipe    | Points | gagnés  | perdus  | pour | contre | Ratio | pour   | contre | Ratio  |
| -- | --------- | ------ | ------- | ------- | ---- | ------ | ----- | ------ | ------ | ------ |
| 1  | Thaïlande | 2      | 1       | 0       | 3    | 0      | MAX   | 75     | 36     | 2,083  |
| 2  | Australie | 1      | 0       | 1       | 0    | 3      | 0,000 | 36     | 75     | 0,480  |

### Poule B

#### Classement
| No | Équipe    | Points | Matches | Matches | Sets | Sets   | Sets  | Points | Points | Points |
| No | Équipe    | Points | gagnés  | perdus  | pour | contre | Ratio | pour   | contre | Ratio  |
| -- | --------- | ------ | ------- | ------- | ---- | ------ | ----- | ------ | ------ | ------ |
| 1  | Chine     | 4      | 2       | 0       | 6    | 0      | MAX   | 150    | 60     | 2,500  |
| 2  | Viêt Nam  | 3      | 1       | 1       | 3    | 3      | 1,000 | 115    | 105    | 1,096  |
| 3  | Sri Lanka | 2      | 0       | 2       | 0    | 6      | 0,000 | 50     | 150    | 0,333  |

### Poule C

#### Classement
| No | Équipe           | Points | Matches | Matches | Sets | Sets   | Sets  | Points | Points | Points |
| No | Équipe           | Points | gagnés  | perdus  | pour | contre | Ratio | pour   | contre | Ratio  |
| -- | ---------------- | ------ | ------- | ------- | ---- | ------ | ----- | ------ | ------ | ------ |
| 1  | Kazakhstan       | 6      | 3       | 0       | 9    | 0      | MAX   | 225    | 144    | 1,562  |
| 2  | Taipei chinois   | 5      | 2       | 1       | 6    | 3      | 2,000 | 208    | 156    | 1,333  |
| 3  | Nouvelle-Zélande | 4      | 1       | 2       | 3    | 7      | 0,428 | 183    | 243    | 0,753  |
| 4  | Iran             | 3      | 0       | 3       | 1    | 9      | 0,111 | 174    | 247    | 0,704  |

### Poule D

#### Classement
| No | Équipe       | Points | Matches | Matches | Sets | Sets   | Sets  | Points | Points | Points |
| No | Équipe       | Points | gagnés  | perdus  | pour | contre | Ratio | pour   | contre | Ratio  |
| -- | ------------ | ------ | ------- | ------- | ---- | ------ | ----- | ------ | ------ | ------ |
| 1  | Japon        | 6      | 3       | 0       | 9    | 0      | MAX   | 225    | 125    | 1,800  |
| 2  | Corée du Sud | 5      | 2       | 1       | 6    | 3      | 2,000 | 202    | 164    | 1,231  |
| 3  | Indonésie    | 4      | 1       | 2       | 3    | 6      | 0,500 | 166    | 198    | 0,838  |
| 4  | Ouzbékistan  | 3      | 0       | 3       | 0    | 9      | 0,000 | 119    | 225    | 0,529  |

## Seconde phase

### Pool E

#### Classement
| No | Équipe         | Points | Matches | Matches | Sets | Sets   | Sets  | Points | Points | Points |
| No | Équipe         | Points | gagnés  | perdus  | pour | contre | Ratio | pour   | contre | Ratio  |
| -- | -------------- | ------ | ------- | ------- | ---- | ------ | ----- | ------ | ------ | ------ |
| 1  | Thaïlande      | 4      | 2       | 0       | 6    | 1      | 6,000 | 168    | 135    | 1,244  |
| 2  | Kazakhstan     | 3      | 1       | 1       | 4    | 3      | 1,333 | 156    | 143    | 1,090  |
| 3  | Taipei chinois | 3      | 1       | 1       | 3    | 3      | 1,000 | 129    | 127    | 1,016  |
| 4  | Australie      | 2      | 0       | 2       | 0    | 6      | 0,000 | 102    | 150    | 0,680  |

### Poule F

#### Classement
| No | Équipe       | Points | Matches | Matches | Sets | Sets   | Sets  | Points | Points | Points |
| No | Équipe       | Points | gagnés  | perdus  | pour | contre | Ratio | pour   | contre | Ratio  |
| -- | ------------ | ------ | ------- | ------- | ---- | ------ | ----- | ------ | ------ | ------ |
| 1  | Japon        | 4      | 2       | 0       | 6    | 0      | MAX   | 154    | 124    | 1,242  |
| 2  | Chine        | 3      | 1       | 1       | 3    | 4      | 1,333 | 163    | 149    | 1,094  |
| 3  | Corée du Sud | 3      | 1       | 1       | 4    | 5      | 0,800 | 171    | 198    | 0,864  |
| 4  | Viêt Nam     | 2      | 0       | 2       | 2    | 6      | 0,333 | 159    | 176    | 0,903  |

## Classement final
| No                 | Équipe       | Points | Matches | Matches | Sets | Sets   | Sets  |
| No                 | Équipe       | Points | gagnés  | perdus  | pour | contre | ratio |
| ------------------ | ------------ | ------ | ------- | ------- | ---- | ------ | ----- |
| Médaille d'or      | Japon        | 14     | 7       | 0       | 21   | 2      | 6,000 |
| Médaille d'argent  | Chine        | 13     | 6       | 1       | 18   | 4      | 4,500 |
| Médaille de bronze | Thaïlande    | 12     | 5       | 2       | 16   | 10     | 1,600 |
| 4                  | Corée du Sud | 11     | 4       | 3       | 15   | 13     | 1,154 |
| 5                  | Kazakhstan   | 10     | 3       | 4       | 13   | 12     | 1,083 |
| 6                  | Taïwan       | 9      | 2       | 5       | 6    | 15     | 0,400 |
| 7                  | Viêt Nam     | 8      | 1       | 6       | 6    | 19     | 0,316 |
| 8                  | Australie    | 7      | 0       | 7       | 1    | 21     | 0,048 |

## Récompenses individuelles
- MVP :  Miyuki Takahashi
- Meilleure Marqueuse :  Elena Pavlova
- Meilleure Attaquante :  Xue Ming
- Meilleure Contreuse :  Pleumjit Thinkaow
- Meilleure Réceptionneuse :  Yuko Sano
- Meilleure Serveuse :  Saori Kimura
- Meilleure Passeuse :  Nootsara Tomkom
- Meilleure Libéro :  Wanna Buakaew

## Classement final
| Place              | Équipe           |
| ------------------ | ---------------- |
| Médaille d'or      | Japon            |
| Médaille d'argent  | Chine            |
| Médaille de bronze | Thaïlande        |
| 4                  | Corée du Sud     |
| 5                  | Kazakhstan       |
| 6                  | Taïwan           |
| 7                  | Vietnam          |
| 8                  | Australie        |
| 9                  | Indonésie        |
| 10                 | Sri Lanka        |
| 11                 | Nouvelle-Zélande |
| 12                 | Iran             |
| 13                 | Ouzbékistan      |